# Poliochni
Poliochni (grec moderne : Πολιόχνη) est un site archéologique de l'est de l'île de Lemnos dans le nord de la mer Égée. Il est occupé dès la fin du Chalcolithique et se développe principalement au début de l'Âge du Bronze. Durant cette période, il constitue une agglomération importante, une des premières connues en Europe,. La ville possède plusieurs périodes, portant chacune le nom d'une couleur. Ainsi, les différentes phases sont, de la plus ancienne à la plus récente "Poliochni noir", "Poliochni bleu", "Poliochni vert" et "Poliochni rouge".
Les premières recherches y ont été menées par la Scuola archeologica italiana di Atene au début des années 1930. À partir de 1951, le site a été fouillé sous la direction de Luigi Bernabò Brea. Ce dernier en a précisé la stratigraphie en attribuant des couleurs aux différentes phases de reconstruction. Ainsi, la troisième phase dénommée « Poliochni vert » est contemporaine de la première phase de Troie.

## Période Noire
Cette période, correspondant à la période du Bronze Ancien I égéen, possède 7 niveaux différents de construction, témoignant ainsi d'une occupation longue et continue, sur une longue période. Cette phase correspond également aux villages de "cabanes". Ces dernières sont généralement de forme ronde ou ovale, avec des soubassements en pierres.
Pour cette période, le site n'a été fouillé que sous le mégaron 605 et le mégaron 832.
Sous le mégaron 832, les fouilles ont montré différentes couches (au nombre de 7) sur 2 mètres de hauteur. A contrario, sous le mégaron 605, seuls 3 niveaux sont visibles.
Pour ce qui est de la céramique, celle de la période noire est, selon Bernabò-Brea L., semblable aux céramiques retrouvées dans les stations anatoliennes du Chalcolithique et aussi du Bronze Ancien.
Cette céramique possède des décors peints, de couleur blanche, avec des motifs linéaires et en biais. Les mêmes sont retrouvées à Eutrésis, ce qui pourrait témoigner d'un échange.

## Période Bleue
Elle suit la période noire et correspond à la fin du Bronze Ancien I, et au Bronze Ancien II et on remarque durant cette période, un agrandissement de la ville avec la construction d'une enceinte.
On remarque la présence de mégaron typiquement crétois, témoignant d'un échange entre la Crète avec la ville de Poliochni.
Cette période, tout comme la précédente, possède 7 phases de constructions.
Mais contrairement à la période précédente, la céramique n'est pas fiable pour cette période qui correspond difficilement avec d'autres céramiques qui seraient de la même période notamment celles de Troie I, même si les formes des céramiques qui sont connues à Poliochni ont été retrouvées ailleurs.

## Période Verte
Il s'agit de la période la plus brève du site, mais est associée à Troie I, grâce à la céramique. Elle n'a que 3 phases architecturales.

## Période Rouge
Cette période correspond au Bronze Ancien II et au Bronze Ancien III et possède 4 à 8 phases architecturales différentes. Grâce à la céramique de cette période, il est possible de savoir que la période rouge date d'avant la fin de la période Troie I.

## Période Jaune
La période jaune, beaucoup plus tardive et correspondant à Troie II, a permis la découverte de nombreux objets.

## La datation
La principale difficulté de la datation résidait dans le fait que, lorsque les fouilles ont débuté, le matériel n'avait que le nom du fouilleur et l'année de découverte comme renseignements. Cela ne concerne que les fouilles les plus anciennes du site.
En 1951 et en 1952, avec les nouvelles fouilles, on arrive à définir la période verte.
Avant cela, seules les périodes bleue et rouge étaient connues, et ce, dès les années 1930.

## Découvertes archéologiques

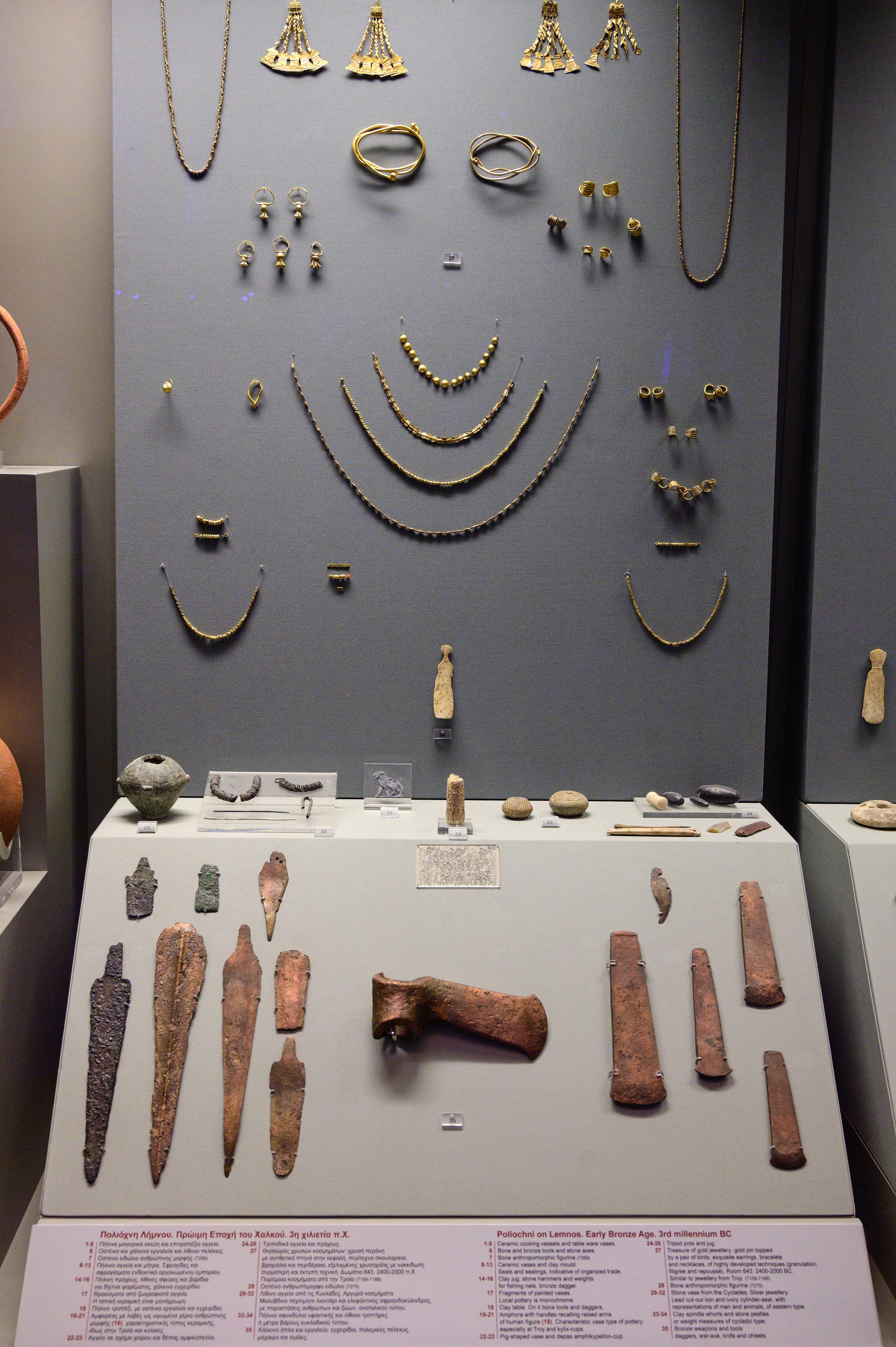
Artefacts du premier age du Bronze découverts à Poliochni, au Musée National d'Archéologie d'Athènes

Plusieurs découvertes ont été faites. Un couteau en cuivre datant de la période bleue et qui est un poignard ayant pour type, celui "triangulaire", selon K.Branigan, a été découvert, ainsi qu'une autre lame datant de la période rouge.
Du matériel de couture a été aussi découvert. Des aiguilles en os, des poinçons, des épingles, ainsi que des fuseaux en pierre de la période rouge. Cependant, l'identification peut être compliquée.
Pour la période verte, une quantité importante de bols à piédestal et de coupes ont été retrouvés.
Pour ce qui est de l'armement, on note une coexistence entre l'arc et la fronde.
Les bijoux retrouvés sont nombreux et généralement en os ou avec des dents de différents animaux, comme les chiens par exemple.

## Constructions
Les maisons étaient peu larges, et mitoyennes. Les toits étaient donc plats.
Les maisons étaient en briques avec des soubassements faits de pierres et dont la taille pouvait varier selon l'endroit où était construite la maison. Le seuil est en bois au début, avant d'être en pierre. Il s'agissait d'une dalle.
Le plan des maisons varie aussi selon la période. Le plan quadrangulaire est attribué à Poliochni bleu, tandis que par la suite, le plan est variable.